# Vojtěch Dyk
Vojtěch Dyk ( Praga, 23 de julio de 1985 ) es un actor y cantante checo . 

## Biografía
Hijo del crítico literario Radko Pytlík,  como cantante es conocido por ser líder de los grupos musicales Nightwork y Tros Discotequos.  Como actor, fue protagonista de la película Il Boemo (2022), dirigida por Petr Václav, que narra la vida del músico clásico checo Josef Mysliveček.

## Filmografía

### Películas
- Ženy v pokušení (2010)
- Micimutr (2011)
- Revival (2013)
- Tři bratři (2014)
- Anděl Páně 2 (2016)
- Na střeše (2019)
- Il Boemo (2022)

### Series de TV
- Letiště (2006 - 2007)
- Velmi křehké vztahy (2007)
- Panelák (2008)
- Ďáblova lest (2009)
- Dokonalý svět (2010)
- Terapie (2019)

## Discografía

### Álbumes de estudio
- Vojta Dyk a B-Side Band (2014)[6]
- D.Y.K. (2019)[7]

## Premios
|      | Premio        | Año  | Categoría                |
| ---- | ------------- | ---- | ------------------------ |
| Ganó | Premios Anděl | 2012 | Mejor cantante masculino |

|      | Premio         | Año  | Opereta, musical     | Papel                                    | Coreógrafo   |
| ---- | -------------- | ---- | -------------------- | ---------------------------------------- | ------------ |
| Ganó | Premios Thalia | 2018 | La leyenda de Holmes | Sherlock Holmes / Sir Arthur Conan Doyle | Karen Sieber |